# Казе Фабри (Терни)
Казе Фабри је насеље у Италији у округу Терни, региону Умбрија.
Према процени из 2011. у насељу је живело 16 становника. Насеље се налази на надморској висини од 520 м.